# Nannoglottis
 Nannoglottis  Maxim., 1881 è un genere di piante angiosperme dicotiledoni della famiglia delle Asteraceae, sottofamiglia Asteroideae, tribù Astereae (Basal grade) e sottotribù Nannoglottidinae. Nannoglottis è anche l'unico genere della sottotribù Nannoglottidinae G.L.Nesom, 2020.

## Etimologia
Il nome scientifico del genere è stato definito dal botanico Carl Johann Maximowicz (1827-1891) nella pubblicazione " Bulletin de l’Académie Impériale des Sciences de Saint-Pétersbourg. St. Petersburg." ( Bull. Acad. Imp. Sci. Saint-Pétersbourg 27: 480) del 1881. Il nome della sottotribù è stato definto dal botanico Guy L. Nesom (1945-) nella pubblicazione "Phytoneuron. Digital Publications in Plant Biology" (Phytoneuron 2020-53: 26) del 2020.

## Descrizione
Portamento. Le specie di questo genere hanno un habitus di tipo erbaceo perenne (raramente sub-arbustivo). Le superfici sono stipitato-ghiandolose
Fusto. La parte aerea in genere è eretta, semplice o ramosa. 
Foglie. Le foglie in genere sono disposte in modo alternato. Si distinguono in basali (possono formare una rosetta basale e sono picciolate) e in cauline (in genere di minori dimensioni, sessili e decorrenti o abbraccianti). La lamina di quelle basali è larga con forme ellittico-lanceolate o orbicolari o cordate; bordi dentati e venature pennate. Le parti inferiori delle foglie sono ricoperte da un tomento verde-grigiastro.
Infiorescenza. Le sinflorescenze sono composte da diversi capolini raccolti in sciolte formazioni corimbose. Le infiorescenze vere e proprie sono composte da un largo capolino terminale peduncolato di tipo radiato con fiori eterogami. I capolini sono formati da un involucro, con forme ampiamente campanulate o a coppa, composto da diverse brattee, al cui interno un ricettacolo fa da base ai fiori di due tipi: fiori del raggio e fiori del disco. Le brattee, con forme oblungo-lanceolate, a consistenza erbacea (raramente sono cartacei) e bordi strettamente scariosi, sono disposte in modo più o meno embricato su 2 - 3 serie. Il ricettacolo, alveolato, in genere è nudo ossia senza pagliette a protezione della base dei fiori; la forma è piatta o convessa,
Fiori.  I fiori sono tetra-ciclici (formati cioè da 4 verticilli: calice – corolla – androceo – gineceo) e pentameri (calice e corolla formati da 5 elementi). Si distinguono in tre tipi:
- fiori del raggio esterni: sono femminili e sono disposti su una sola serie; la forma è ligulata (zigomorfa);
- fiori del raggio mediani: sonno femminili disposti su alcune serie con forme tubulari subradiate;
- fiori del disco (centrali): sono ampiamente tubulosi (attinomorfi); sono funzionalmente maschili.

- Formula fiorale:

*/x K {\displaystyle \infty }, [C (5), A (5)], G 2 (infero), achenio
- Calice: i sepali del calice sono ridotti ad una coroncina di squame.

- Corolla: la forma della corolla alla base è più o meno imbutiforme, mentre all'apice è ligulata (i fiori del raggio) o tubolare con 5 (raramente 4) lobi (i fiori del disco); i lobi, patenti o eretti e profondamente sezionati, hanno una forma da oblunga-lanceolata a lanceolata-lineare (a maturità sono ripiegati-avvolti). I colori della corolla sono giallo.

- Androceo: l'androceo è formato da 5 stami sorretti da filamenti generalmente liberi; gli stami sono connati e formano un manicotto circondante lo stilo; le teche (produttrici del polline) alla base sono troncate e sono lievemente auricolate (molto raramente sono speronate o hanno una coda); le appendici apicali delle antere hanno delle forme piatte e lanceolate; il tessuto endoteciale (rivestimento interno dell'antera) è quasi sempre polarizzato (con due superfici distinte: una verso l'esterno e una verso l'interno). Il polline è sferico con un diametro medio di circa 25 micron;  è tricolporato (con tre aperture sia di tipo a fessura che tipo isodiametrica o poro) ed è echinato (con punte sporgenti).[10][13]

- Gineceo: l'ovario è infero uniloculare formato da 2 carpelli.[6] Lo stilo (il recettore del polline) è profondamente bifido (con due stigmi divergenti) e con le linee stigmatiche marginali separate.[14] I due bracci dello stilo hanno una forma da lanceolata a deltoide e possono essere papillosi o ricoperti da ciuffi di peli. Lo stilo dei fiori del raggio è supinato.

Frutti. I frutti sono degli acheni con pappo; in alcune specie è presente un certo dimorfismo (gli acheni dei fiori del raggio differiscono dagli acheni dei fiori del disco);
- achenio: gli acheni, con forme da oblunghe a fusiformi, sono lateralmente compressi con 8 - 10 nervature laterali; la superficie normalmente è cosparsa da setole; la parete dell'achenio è formata da celle contenenti rafidi ma prive di fitomelanina; il carpoforo normalmente è anulare; le setole con punte a forma di ancora non sono presenti;
- pappo: il pappo, caduco, è formato da 1 serie di setole barbate. Il pappo deifiori del disco talvolta sono poche, corte e sottili.

## Biologia
Impollinazione: l'impollinazione avviene tramite insetti (impollinazione entomogama tramite farfalle diurne e notturne).

Riproduzione: la fecondazione avviene fondamentalmente tramite l'impollinazione dei fiori (vedi sopra).

Dispersione: i semi (gli acheni) cadendo a terra sono successivamente dispersi soprattutto da insetti tipo formiche (disseminazione mirmecoria). In questo tipo di piante avviene anche un altro tipo di dispersione: zoocoria. Infatti gli uncini delle brattee dell'involucro (se presenti) si agganciano ai peli degli animali di passaggio disperdendo così anche su lunghe distanze i semi della pianta. Inoltre per merito del pappo il vento può trasportare i semi anche a distanza di alcuni chilometri (disseminazione anemocora).

## Distribuzione e habitat
Le specie di questo genere sono distribuite in Asia. In particolare sono endemiche dell'altopiano tibetano dell'Asia centrale.

## Sistematica
La famiglia di appartenenza di questa voce (Asteraceae o Compositae, nomen conservandum) probabilmente originaria del Sud America, è la più numerosa del mondo vegetale, comprende oltre 23.000 specie distribuite su 1.535 generi, oppure 22.750 specie e 1.530 generi secondo altre fonti (una delle checklist più aggiornata elenca fino a 1.679 generi). La famiglia attualmente (2021) è divisa in 16 sottofamiglie; la sottofamiglia Asteroideae è una di queste e rappresenta l'evoluzione più recente di tutta la famiglia.

### Filogenesi
Il genere della specie di questa voce è descritto nella sottotribù Asterinae, una delle quasi 40 sottotribù della tribù Astereae. In base alle ultime ricerche nella tribù sono stati individuati (provvisoriamente) 5 principali lignaggi: Basal grade - Bellis lineage - Aster lineage - Baccharis lineage e North American lineage.
Il genere  Nannoglottis (insieme alla sottotribù Nannoglottidinae) è incluso nel Basal grade che comprende il gruppo sudamericano-oceania delle sottotribù Chiliotrichinae, Celmisiinae e Oritrophiinae, i gruppi africani delle Homochrominae, Pteroniinae e Eschenbachiinae e il gruppo dei generi legnosi del Madagascar (Madagasterinae). In particolare la sottotribù Nannoglottidinae fa parte del sottogruppo dell'Eurasia. Studi del 2002 hanno prodotto una filogenesi molecolare di Nannoglottis dimostrando che è uno dei primi lignaggi divergenti delle Astereae. Inoltre Nannoglottis ravida è il primo membro divergente del genere.
I caratteri distintivi del genere di questa voce sono:
- le brattee più esterne dell'involucro sono simili a foglie;
- i fiori sono trimorfici: quelli esterni sono femminili radiati, i mediani sono femminili, quelli del disco sono funzionalmente maschili.

### Elenco delle specie
Questo genere ha 9 specie:
- Nannoglottis carpesioides Maxim.
- Nannoglottis delavayi  (Franch.) Y.Ling & Y.L.Chen
- Nannoglottis gynura  (C.Winkl.) Y.Ling & Y.L.Chen
- Nannoglottis hieraciphylla  (Hand.-Mazz.) Y.Ling & Y.L.Chen
- Nannoglottis hookeri  (C.B.Clarke ex Hook.f.) Kitam.
- Nannoglottis latisquama  Y.Ling & Y.L.Chen
- Nannoglottis macrocarpa  Y.Ling & Y.L.Chen
- Nannoglottis ravida  (C.Winkl.) Y.L.Chen
- Nannoglottis yuennanensis  (Hand.-Mazz.) Hand.-Mazz.

### Sinonimi
Sono elencati alcuni sinonimi per questa entità:
- Stereosanthus Franch.
- Vierhapperia Hand.-Mazz.